# 香港中文大学（深圳）医学院
香港中文大学（深圳）医学院（英語：School of Medicine, The Chinese University of Hong Kong, Shenzhen），簡稱港中大（深圳）醫學院、中大（深圳）醫學院或中大深圳醫學院，成立于2021年，在原生命与健康科学学院（英語：School of Life and Health）基础上建立，是香港中文大学（深圳）的隶属学院，相关学位课程由香港中文大学教务会负责审批和监督。目前开设临床医学、生物信息学、生物医学工程、药学和生物科学五个本科专业，及生物科学哲学硕士（博士）、生物医学工程哲学硕士（博士）、生物信息学硕士三个研究生项目。共有6所教学医院，2所附属医院。
港中大（深圳）医学院校園位于深圳国际大学园，座落在神仙湖畔，分為南、北兩園，緊鄰香港中文大学（深圳）主校區，于2023年开工，预计2026年底竣工。

## 历史
2018年11月14日，香港中文大学（深圳）成立生命与健康科学学院，为该校第四所学院。
2019年1月25日，深圳市人民政府、香港中文大学、香港中文大学（深圳）签署三方协议，合作共建香港中文大学（深圳）医学院及其直属医院。
2020年2月21日，香港中文大学（深圳）医学院医学本科专业通过教育部审批。
2020年9月18日，深圳市卫生健康委员会、香港中文大学（深圳）、香港中文大学三方合作举办香港中文大学（深圳）医院的签约仪式。
2021年8月17日，香港中文大學（深圳）醫學院宣布正式成立，委任心臟外科手術、麻醉和圍手術期的國際專家鄭仲煊擔任創院院長。首批臨床醫學本科學生於同年9月入學。

## 校园

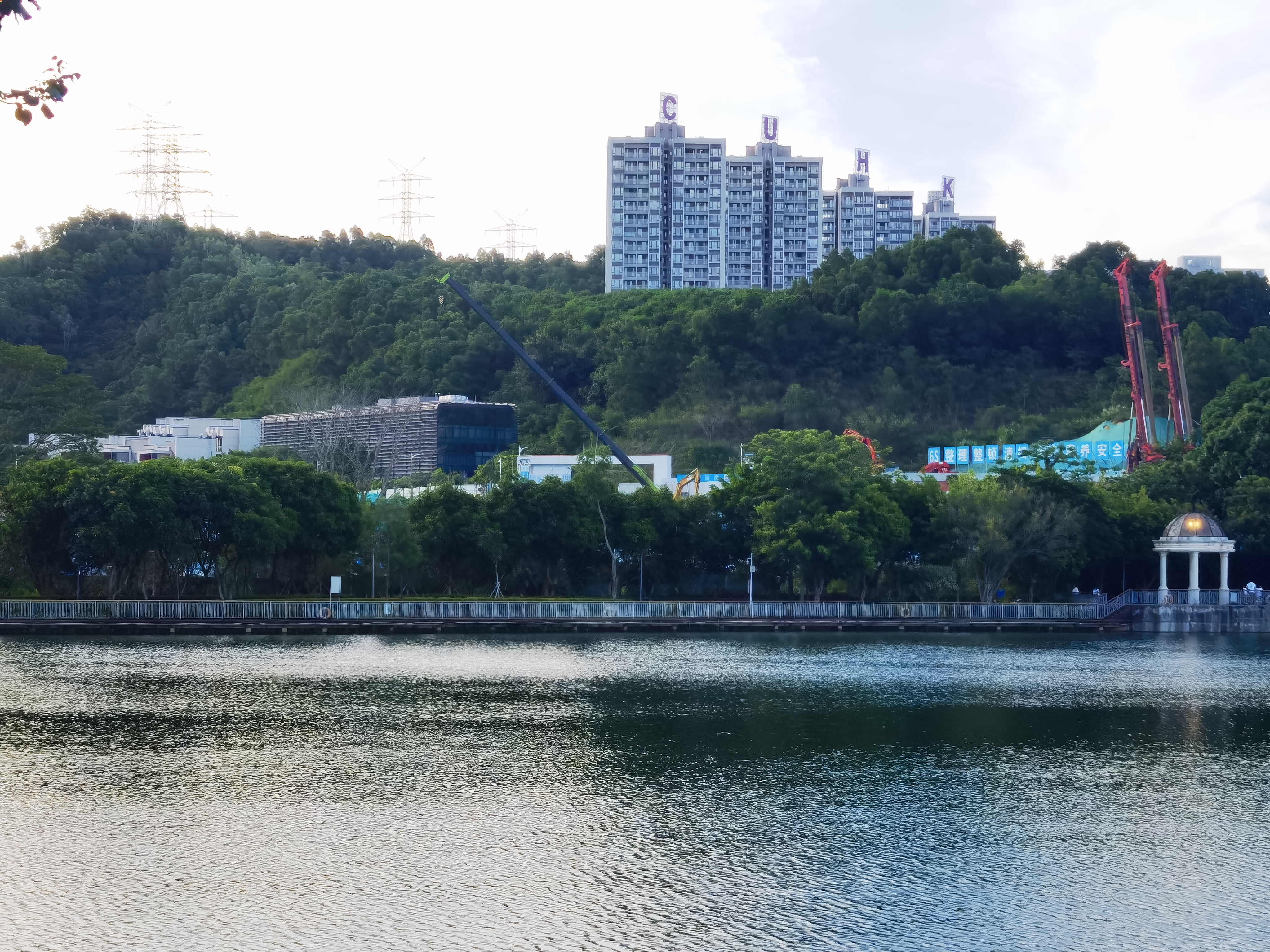
神仙湖，远处为正在建设的医学院（2024年7月）

香港中文大学（深圳）医学院位于港中大（深圳）神仙湖校园，毗邻神仙湖畔，东侧紧邻音乐学院，南靠深圳北理莫斯科大学，分为南园和北园，总占地面积约23.5万平方米，建筑面积55万平方米。当前办公地址为医学院启动大楼。
校园于2023年5月15日开工建设。建设项目包括教学大楼、实验教学楼、科研大楼、图书馆、行政楼、教师公寓、学生书院以及室内体育馆等16栋建筑，改造1栋建筑，以“亭台山水，脉络相连，中式规划，岭南风格”为总体设计理念。医学院北园计划于2026年6月竣工，南园计划于2026年12月竣工。

## 專業與課程
港中大（深圳）醫學院目前下設5個本科專業，分別為：临床医学、生物信息学、生物医学工程、药学和生物科学。其中，臨床醫學專業為6年制。學生在6年內需修畢195學分，在第三學年會有初級實習，第五學年設高級實習。
临床医学本科专业于2021年招收首届新生，并将分阶段开设公共卫生、护理学、中医学等专业，最终计划在校生总规模超过6000人。
| 本科课程     | 学位                                                                          | 学制（年） |
| ------------ | ----------------------------------------------------------------------------- | ---------- |
| 临床医学     | 香港中文大学（深圳）医学学士 B.M. 香港中文大学理學學士（臨床醫學） B.Sc. (CM) | 6          |
| 生物信息学   | 香港中文大学理學學士 B.Sc.                                                    | 4          |
| 生物医学工程 | 香港中文大学理學學士 B.Sc.                                                    | 4          |
| 药学         | 香港中文大学理學學士 B.Sc.                                                    | 4          |
| 生物科学     | 香港中文大学理學學士 B.Sc.                                                    | 4          |

| 研究生课程   | 学位                                | 类型   | 学制（年）                                                    |
| ------------ | ----------------------------------- | ------ | ------------------------------------------------------------- |
| 生物科学     | 香港中文大学生物科学哲学硕士 M.Phil | 研究型 | 2-4年                                                         |
| 生物科学     | 香港中文大学生物科学哲学博士 PhD    | 研究型 | 2-3年（如入学时具有硕士学位） 5-7年（如入学时不具有硕士学位） |
| 生物医学工程 | 香港中文大学生物科学哲学硕士 M.Phil | 研究型 | 2-4年                                                         |
| 生物医学工程 | 香港中文大学生物科学哲学博士 PhD    | 研究型 | 如入学时具有硕士学位：2-3年 如入学时不具有硕士学位：5-7年     |
| 生物信息学   | 香港中文大学生物信息学理学硕士 M.S. | 授课型 | 1.5-3年（全日制） 3-4年（非全日制）                           |

## 組織架構
香港中文大學（深圳）醫學院由香港中文大學（深圳）理事會管治，面向全球招聘教職員，首任院長及重要領導職位均由香港中文大學選出。學院下設院務委員會、臨床學系主任委員會、基礎醫學學系主任委員會、學院委員會等數個委員會。

### 歷任院長
| 屆次     | 姓名   | 任期           |
| -------- | ------ | -------------- |
| 創院院長 | 鄭仲煊 | 2021年8月-至今 |

## 关联机构

### 直属医院
- 香港中文大學（深圳）醫院

### 附属医院
- 香港中文大学（深圳）附属第二医院（深圳市龙岗区人民医院）[13]

### 临床教学基地
- 上海市第六人民医院
- 北京大学深圳医院
- 深圳市儿童医院
- 华中科技大学协和深圳医院（深圳市南山区人民医院）
- 香港中文大學醫院
- 汕头大学·香港中文大学联合汕头国际眼科中心
- 深圳和睦家医院
- 深圳市龙岗区妇幼保健院
- 深圳市龙岗区耳鼻咽喉医院
- 香港大学深圳医院

### 研究機構
- 外科微創機器人人工智能中心[15]

## 相關事件

### 籌備初期風波
2019年，香港中文大學（以下簡稱「中大」）與香港中文大學（深圳）（以下簡稱「中大深圳」）、深圳市政府簽署協議落實建立港中大（深圳）醫學院的相關細節。隨後中大醫學院計劃將中大深圳醫學院學位課程交予中大教務會審批。此舉引發中大醫學院學生、校友關注，因此進行網上聯署，要求校方交代細節並暫緩審批。聯署批評中大校方諮詢不徹底，相關決策不透明，認為建立中大（深圳）醫學院的計畫書中有許多細節尚未交代落實，如收生人數、臨床學習地點等。同時也質疑中大深圳醫學院畢業生是否能直接在港實習、執業，擔憂此舉恐影響香港本地畢業生。另外，聯署亦強調中大（深圳）醫學院背負著「中大醫學」之名，若校方在細節披露不充分下倉促籌建深圳醫學院，由於深港環境大不相同，恐生變數，稍有不慎就會損毀中大醫學院數十年來在香港積累的聲譽。
中大發言人對此回應表示，中大深圳醫學院臨床醫學畢業生畢業後獲頒香港中文大學（深圳）医学学士学位（CUHK-Shenzhen Bachelor of Medicine degree）及香港中文大學临床医学理學學士学位（CUHK Bachelor of Science degree in Clinical Medicine）。前者不等於具備香港行醫執業資格，後者則可作為在內地執業的認可資格。強調不會安排中大深圳醫學院學生來港學習和實習，且中大深圳醫學院畢業生須先通過香港醫委會的執業考試方能在港執業。同時，中大醫學院同意將原定於2020年進行的招生日期延後，兩校承諾以教學質素來決定收生日期，並面向全球招聘教職員。

### 學位爭議
香港中文大學（深圳）醫學學臨床醫學畢業生畢業後獲頒中大「臨床醫學理學學士」【B.Sc. (Clinical Medicine)】。對此，2019年校友聯署時曾表示質疑，認為醫學位與理學位性質完全不同，校方不向立法會申請修例，卻以變相頒授「雙學位」的方式招生，是繞過《香港中文大學條例》章程，涉及程序不公、學位不符。對此，中大校方回應，由於香港中文大學只可頒授規程指定學位，「新学位的颁授需经香港立法会更改规程，需时一至两年」，因此招生初期先以「理學學士」進行招生，同時強調作法符合章程，不存在繞過立法會。

## 外部連結
香港中文大学（深圳）医学院官网 （页面存档备份，存于）